# 7314 Pevsner
7314 Pevsner è un asteroide della fascia principale. Scoperto nel 1971, presenta un'orbita caratterizzata da un semiasse maggiore pari a 3,1211124 UA e da un'eccentricità di 0,1489698, inclinata di 1,69797° rispetto all'eclittica.